# Nemanja Nedović
Nemanja Nedović (en cyrillique serbe Немања Недовић), né le 16 juin 1991 à Nova Varoš, est un joueur serbe de basket-ball. Il mesure 1,92 m et évolue au poste de meneur.

## Biographie
Nedović joue dans les équipes de jeunes du club d'Ascoli Piceno entre 2001 et 2004 avant de revenir en Serbie. Entre 2004 et 2005, il joue au KK Zlatar de Nova Varoš, puis la saison suivante au KK Šampion d'Užice. Il rejoint l'Étoile rouge en 2007.
Il participe au Championnat d'Europe des 20 ans et moins en 2009, où il est le plus jeune joueur de l'équipe serbe. Il marque en moyenne 3,7 points et offre 1,5 passe décisive par rencontre. En 2010, il joue encore au championnat d'Europe des 20 ans et moins. Il marque 10,9 points et offre 3,6 passes décisives par rencontre.
Lors de la saison 2010-2011, il est meneur titulaire de l'Étoile rouge. En championnat, il marque 16,4 points (8e meilleur marqueur du championnat) et offre 4 passes décisives en moyenne par rencontre. Il participe à l'Adidas EuroCamp en juin 2011 et sa détente sèche est mesurée à 82,3 cm, la meilleure parmi tous les participants.
En juillet 2011, il participe au Championnat d'Europe des 20 ans et moins se disputant en Lettonie. La Serbie démarre lentement et est éliminée au tour préliminaire (1 victoire et 2 défaites), mais remporte ses 6 rencontres dans le tour qualificatif. L'équipe termine à la 13e position avec un bilan de 7 victoires pour 2 défaites, Nedović marque 19,6 points et fait 3,8 passes décisives en moyenne par rencontre, ce qui en fait le 3e meilleur marqueur et le 5e meilleur passeur de la compétition,.
En juin 2012, Nedović signe un contrat avec le Lietuvos rytas.
Drafté en 30e position de la draft 2013 de la NBA par les Suns de Phoenix, il est transféré aux Warriors du Golden State avec lesquels il signe un contrat.
En novembre 2014, peu utilisé par les Warriors, il est licencié et signe peu après avec Valencia BC, club de première division espagnole jusqu'à la fin de la saison 2015-2016,,.
En juillet 2015, Nedović signe un contrat de deux ans avec l'Unicaja Málaga. Málaga remporte l'EuroCoupe en 2017 et le contrat est prolongé d'un an en juin 2017.
En juin 2018, Nedović rejoint l'Olimpia Milan avec un contrat de plusieurs années.
En juillet 2020, Nedović s'engage pour une saison avec le club athénien du Panathinaïkos.
Le 23 décembre 2020, Nedović marque 39 points (à 7 sur 9 à deux points et 7 sur 13 à trois points) dans une rencontre d'Euroligue perdue contre le Maccabi Tel-Aviv. C'est un nouveau record de points personnel pour Nedović,.
En juin 2021, Nedović prolonge son contrat jusqu'en 2023 avec le Panathinaïkos.
En juillet 2022, il retourne pour trois saisons à l'Étoile rouge de Belgrade.

## Palmarès
- Médaille d'argent aux Jeux olympiques de 2016.
- Vainqueur de l'EuroCoupe de basket-ball 2016-2017
- Champion de Grèce 2021
- Vainqueur de la Coupe de Grèce 2021